# Георгій IX (цар Імереті)
Георгій IX (груз. გიორგი IX, 1712 — після 1772) — цар Імереті (1741–1742), син царя Георгія VII.

## Життєпис
Навесні 1741 року ахалциський паша Ісак організував військовий похід проти царя Олександра V. Останній був змушений тікати до Картлі. Турки-османи вступили до Кутаїсі, де посадили на царський престол Георгія IX, молодшого брата Олександра.
Восени 1742 ахалциський паша організував новий поход, щоб возвести на царський престол того ж Олександра V. Георгій IX виїхав до Мегрелії.
Георгій IX мав сина Георгія (1756–1795), який під іменем Давида II царював в Імеретії у 1784–1789 та 1790–1792 роках.